# Strana podnikatelů, živnostníků a rolníků České republiky
Strana podnikatelů, živnostníků a rolníků České republiky (zkratka SPŽR ČR) byla československá a česká politická strana existující od počátku 90. let do roku 2001, zastupující zájmy československých (po rozdělení federace českých) středostavovských vrstev.

## Dějiny a ideologie
Vznikla 15. ledna 1992 na valné hromadě Sdružení československých podnikatelů. Ustavující sjezd se konal 23. února 1992 a 6. března 1992 došlo k oficiální registraci pod názvem Strana československých podnikatelů a živnostníků. Už v dubnu 1992 byl název pozměněn na Strana československých podnikatelů, živnostníků a rolníků. Předsedou se stal Rudolf Baránek, který předsednickou funkci vykonával po celou dobu existence strany. Ve zbytku volebního období 1990-1992 do strany přestoupili i někteří poslanci Federálního shromáždění, původně zvolení za jiné formace (například Marta Nazari-Buřivalová nebo Rostislav Senjuk), a strana tak získala dočasně i parlamentní zastoupení. Rostislav Senjuk pak dlouhodobě od roku 1992 působil jako 1. místopředseda strany.
Ve volbách v roce 1992 strana kandidovala samostatně (původně vedla jednání o společné kandidatuře s ODA a KAN, ale získala jen několik procent hlasů a nedosáhla na parlamentní mandáty. Po zániku Československa působila od roku 1993 již jen jako česká politická strana a přijala název Strana podnikatelů, živnostníků a rolníků České republiky. Účastnila se bez větších úspěchů komunálních voleb. V sněmovních volbách roku 1996 byl Rudolf Baránek nasazen na kandidátní listinu formace Svobodní demokraté - Liberální strana národně sociální, ale v předvolební kampani byl aktérem skandálu, kdy se zjistilo, že jako hoteliér umístil na svůj podnik v Břeclavi ceduli zakazující vstup Romům. Byl posunut na nižší místo kandidátní listiny a nezískal (stejně jako celá formace SD-LSNS) parlamentní zastoupení.
V květnu 2001 byla činnost strany pozastavena rozhodnutím Nejvyššího soudu.

## Volební výsledky
1992
- Volby do České národní rady 1992 - 203 654 hlasů, 3,15 %, 0 mandátů[6]
- Volby do Sněmovny lidu Federálního shromáždění 1992 - v Česku 166 325 hlasů, 2,56 %, 0 mandátů[7]
- Volby do Sněmovny národů Federálního shromáždění 1992 - v Česku 172 703 hlasů, 2,66 %, 0 mandátů[7]

1994
- Volby do zastupitelstev obcí v Česku 1994 - 569 231 hlasů, 0,44 %, 154 mandátů[8]

1996
- Volby do Poslanecké sněmovny Parlamentu České republiky 1996 - nekandidovala (Rudolf Baránek za SD-LSNS)

1998
- Volby do Poslanecké sněmovny Parlamentu České republiky 1998 - nekandidovala

1998
- Volby do zastupitelstev obcí v Česku 1998 - 8 822 hlasů, 0,01 %, 8 mandátů[9]

2002
- Volby do Poslanecké sněmovny Parlamentu České republiky 2002 - nekandidovala

2002
- Volby do zastupitelstev obcí v Česku 2002 - nekandidovala